# 巨棘鱸科
巨棘鱸科，又稱鰃鱸科，為輻鰭魚綱鱸形目鱸亞目的其中一個科。

## 分類
巨棘鱸科其下僅有一屬：
- 鰃鱸屬(Ostracoberyx)
  - 矛狀巨棘鱸(Ostracoberyx dorygenys)：又稱矛狀鰃鱸。
  - 福氏巨棘鱸(Ostracoberyx fowleri)：又稱福氏鰃鱸。
  - 帕氏巨棘鱸(Ostracoberyx paxtoni)：又稱帕氏鰃鱸